# Wolfgang Jerat
Wolfgang Jerat (ur. 9 lutego 1955 w Kolonii, zm. 10 lipca 2020 w Ghanie) – niemiecki trener piłkarski.

## Kariera
Jerat karierę rozpoczął w 1990 roku jako trener klubu Wuppertaler SV, grającego w Oberlidze. Po wywalczeniu z nim awansu do 2. Bundesligi w sezonie 1991/1992, odszedł z klubu. W lutym 1993 objął stanowisko szkoleniowca zespołu 1. FC Köln. W Bundeslidze zadebiutował 6 marca 1993 w wygranym 3:1 meczu z Dynamem Drezno. Trenerem 1. FC Köln był do kwietnia 1993. Pozostał jednak w klubie jako asystent swojego następcy, Mortena Olsena i pracował tam do 1995 roku.
W kolejnych latach Jerat jeszcze dwukrotnie prowadził Wuppertaler SV. Oprócz tego trenował takie drużyny jak: FC Junkersdorf (Oberliga), Bonner SC (V liga – Verbandsliga), FC Prishtina z Kosowa, FC Viktoria Köln (Regionalliga) oraz FK Baník Most, grający w drugiej lidze czeskiej.